# Tribute (album van Yanni)
Tribute is een concerttoer, live-album en videoregistratie van Yanni dat uitgevoerd en live opgenomen is in maart tot mei 1997 bij de Taj Mahal in India en de Verboden Stad in Peking, China. Het album kwam op de eerste plaats terecht op Billboards "Top New Age Album"-lijst en op #21 op de "Billboard 200"-lijst in hetzelfde jaar.

## Historie
Tibute brengt een muzikale hulde aan India in verschillende nummers, de in Griekenland geboren componist en toetsenist Yanni beschrijft het album als een eerbetoon aan de bouwers van de Taj Mahal en de Verboden Stad, evenals de bevolking van India en China. Yanni's etherische toetsenwerk wordt ondersteund door het orkest, zangers, een koor en diverse instrumenten, met inbegrip van de didgeridoo, duduk, charango en xaphoon.
Yanni huurde Armen Anassian als dirigent op het vertrouwen, aangezien Yanni hem nooit een orkest heeft zien dirigeren. "Dat is de manier hoe Yanni veel dingen doet," zei Anassian in een interview uit 1998 met de Toledo Blade. Anassian geeft toe dat hij wat twijfels had over de plannen van de artiest om uitvoeringen te geven bij de Taj Mahal en de Verboden Stad, voor Tribute. "Om eerlijk te zijn, een paar jaar geleden, toen hij sprak over het idee was het zo opmerkelijk. Zelf was ik erg sceptisch, begrijpelijk. Maar de waarheid is, het gebeurde. We hebben het gedaan." Anassian gaf aan dat de Tribute-video er goed uitziet, maar het kijken naar de uitvoering op video kan niet vergeleken worden met de daadwerkelijke uitvoering op de Taj Mahal en de Verboden Stad. "Het voelt niet hetzelfde. Het ruikt niet hetzelfde," zei hij met een lach. "Het is moeilijk om het in een notendop uit te drukken. Het was een levensveranderende ervaring."

## Album

### Tracklist
1. "Deliverance" - 8:33
2. "Adagio in C Minor" - 3:50
3. "Renegade" - 7:14
4. "Dance With a Stranger" - 6:45
5. "Tribute" - 6:40
6. "Prelude" - 2:27
7. "Love Is All" (Lynn, Mcneill, Yanni) - 5:25
8. "Southern Exposure" - 6:48
9. "Waltz in 7/8" - 5:32
10. "Nightingale" - 5:44
11. "Niki Nana (We're One)" (Sterling, Yanni) - 8:15

### RIAA-certificatie
Vermeldingen in de database van de Recording Industry Association of America (RIAA) (G=Gold, P=Platinum, M=Multi-Platinum):
- YANNI TRIBUTE 03/11/98 VIRGIN P ALBUM SOLO Std
- YANNI TRIBUTE 03/11/98 VIRGIN G ALBUM SOLO Std

## Video

### Tracklist
1. "Deliverance"
2. "Adagio In C Minor"
3. "Renegade"
4. "Waltz In 7/8"
5. "Tribute"
6. "Dance With A Stranger"
7. "Nightingale"
8. "Southern Exposure"
9. "Prelude"
10. "Love Is All"
11. "Niki Nana (We're One)"
12. "Santorini"

### RIAA-certificatie
Vermeldingen in de database van de Recording Industry Association of America (RIAA) (G=Gold, P=Platinum, M=Multi-Platinum):
- YANNI TRIBUTE 03/11/98 VIRGIN M (2) VIDEO LONGFORM SOLO Std
- YANNI TRIBUTE 03/11/98 VIRGIN P VIDEO LONGFORM SOLO Std
- YANNI TRIBUTE 03/11/98 VIRGIN G VIDEO LONGFORM SOLO

## Musici
- Yanni (toetsinstrumenten, Synthesizer)

### Band
- Karen Briggs (viool)
- Daniel de los Reyes (percussie)
- Pedro Eustache (fluit, sopraansaxofoon, xaphoon, duduk, quena, chinese fluit, ney, basfluit)
- Ric Fierabracci (basgitaar)
- Ming Freeman (keyboards)
- David Hudson (didgeridoo)
- Ramon Stagnaro (gitaar, charango)
- Joel Taylor (drums)

### Zangers
- Catte Adams
- Jeanette Clinger
- Alfreda Gerald
- Vann Johnson

### Dirigent
- Armen Anassian - dirigent, vioolsolist

### Orkest
- Beth Folsom (viool)
- Julian Hallmark (viool)
- Sayuri Kawada (viool)
- Neal Laite (viool)
- Ann Lasley (viool)
- Will Logan (viool)
- Julie Metz (viool)
- Pam Moore (viool)
- Cheryl Ongaro (viool)
- Delia Park (viool)
- Irina Voloshina (viool)
- German Markosian (altviool)
- Eugene Mechtovich (altviool)
- Cathy Paynter (altviool)
- John Krovoza (cello)
- Sarah O'Brien (cello)
- Lisa Pribanic (cello)
- Alexander Zhiroff (cello)
- Gary Lasley (contrabas)
- April Aoki (harp)
- Cheryl Foster (hobo)
- Luis Aquino (trompet)
- Kerry Hughes (trompet)
- Paul Klintworth (hoorn)
- Doug Lyons (hoorn)
- Rich Berkeley (trombone)

## Productie
Alle muziek is gecomponeerd en geproduceerd door Yanni.